# براون‌برانچ (میزوری)
براون‌برانچ (به انگلیسی: Brownbranch) یک منطقهٔ مسکونی در ایالات متحده آمریکا است که در میزوری واقع شده‌است. براون‌برانچ ۲۷۶ متر بالاتر از سطح دریا واقع شده‌است.